# Isabelle Mir
Isabelle Mir, född 2 mars 1949 i Saint-Lary-Soulan, är en fransk före detta alpin skidåkare.
Mir blev olympisk silvermedaljör i störtlopp vid vinterspelen 1968 i Grenoble.